# L'Hôpital-le-Mercier
L'Hôpital-le-Mercier is een gemeente in het Franse departement Saône-et-Loire (regio Bourgogne-Franche-Comté) en telt 299 inwoners (2004). De plaats maakt deel uit van het arrondissement Charolles.

## Geografie
De oppervlakte van L'Hôpital-le-Mercier bedraagt 16,1 km², de bevolkingsdichtheid is 18,6 inwoners per km².
De onderstaande kaart toont de ligging van L'Hôpital-le-Mercier met de belangrijkste infrastructuur en aangrenzende gemeenten.

## Demografie
Onderstaande figuur toont het verloop van het inwonertal (bron: INSEE-tellingen).